# Romanos III Argyros
Romanos III Argyros (tiếng Hy Lạp: Ρωμανός Γ΄ Αργυρός, Rōmanos III Argyros; 968 – 11 tháng 4, 1034), là Hoàng đế Đông La Mã từ ngày 15 tháng 11 năm 1028 cho đến lúc qua đời.

## Tiểu sử

### Xuất thân và sự nghiệp
Romanos Argyros là con trai của một thành viên thuộc gia tộc Argyros, có thể trùng tên gọi của Pothos Argyros với chiến công đánh tan một cuộc đột kích của người Magyar vào năm 958 (được một số học giả nhận diện bằng tên gọi cũ) hoặc với Eustathios Argyros, vốn chỉ được biết tới nhờ làm một bài thơ vinh danh Romanos II vào năm 950. Phụ thân của Romanos nguyên là con của một Romanos Argyros khác kết hôn với Agatha, một đứa con gái của Romanos I Lekapenos (trị vì 919–944).
Romanos có một số anh chị em ruột gồm: Basil Argyros, tướng lĩnh và thống đốc dưới thời Basileios II (trị vì 976–1025); Leon, phụng sự dưới thời Basileios và tử nạn tại Ý vào năm 1017; Pulcheria Argyropoulina, kết hôn với magistros Basil Skleros; một người chị vô danh được gả cho Konstantinos Karantenos, từng giữ chức doux thành Antiochia dưới thời Romanos; và Maria Argyropoulina, kết hôn với Giovanni Orseolo, con của viên Tổng trấn Pietro II Orseolo.
Romanos sinh vào năm 968. Romanos từng đảm nhiệm vị trí krites (thẩm phán) ở Opsikion, với cấp bậc protospatharios. Nhờ công lao bắt bớ những người dị giáo tại Akmoneia. Sau đó đã được thăng lên chức vụquaestor (quan coi quốc khố), và trở thành một trong những phán quan của Hippodrome. Vai trò mà ông được nhắc đến trong Peira, một bản tóm lược các quyết định pháp lý được biên soạn bởi vị luật gia danh tiếng Eustathios Rhomaios. Ông được thăng chức hơn nữa đến cấp bậc patrikios và chức vụ oikonomos (quản gia) của Đại Thánh đường, trong khi vẫn tiếp tục chủ tọa xử án. Vào thời điểm người kế nhiệm của Basileios II là Hoàng đế Konstantinos VIII từ trần vào năm 1028, ông đang nắm giữ chức vụ Đô trưởng thành Constantinopolis.

### Triều đại

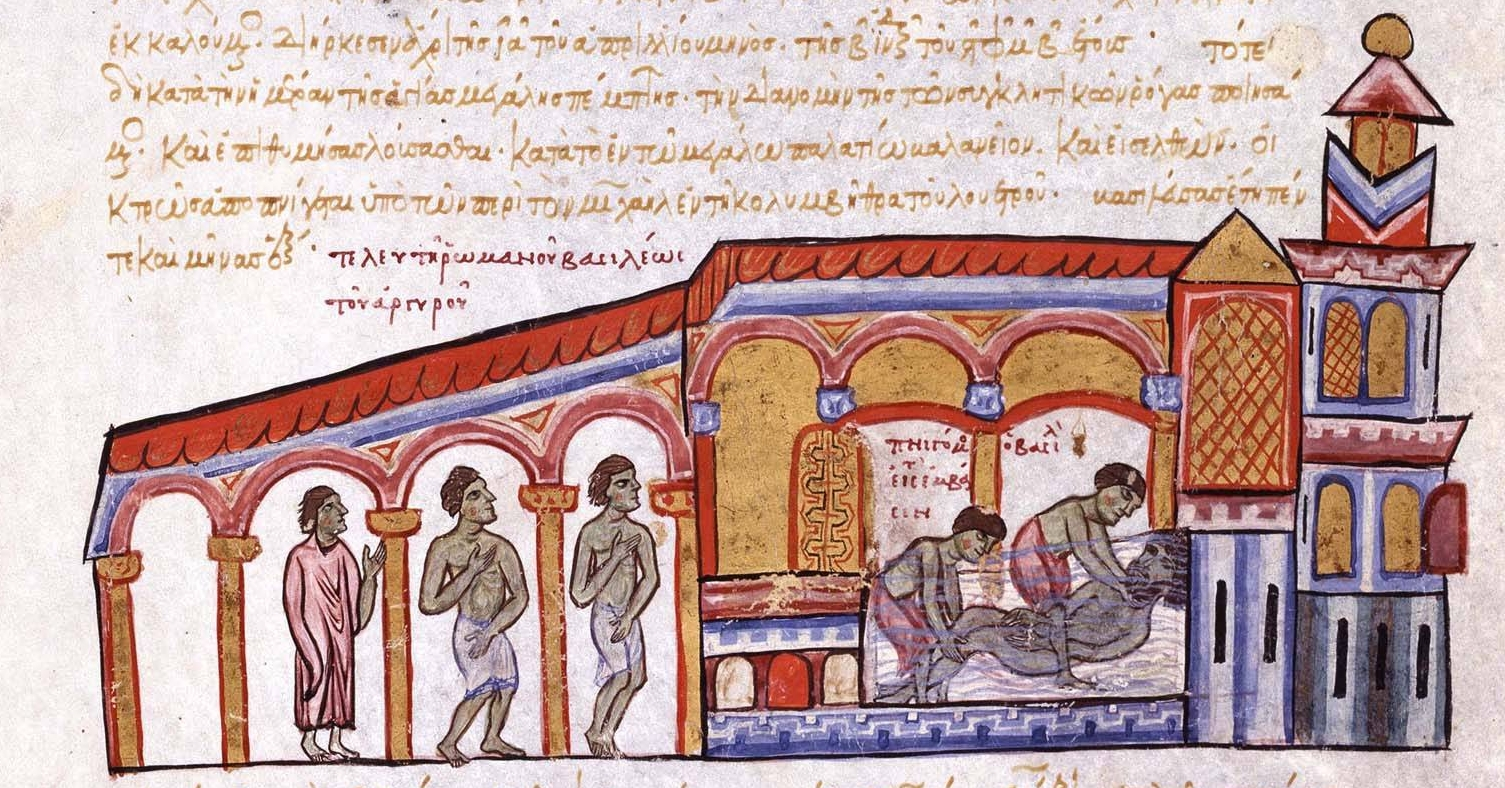
Vụ sát hại Romanos III Argyros trong bồn tắm, hình minh họa lấy từ quyển Biên niên sử của Ioannes Skylitzes.

Romanos đã thu hút sự chú ý của Konstantinos VIII, để rồi bị buộc phải ly dị vợ mình (gửi cô vào một tu viện) và kết hôn với con gái của hoàng đế tên là Zoë Porphyrogenita. Cuộc hôn nhân diễn ra vào ngày 12 tháng 11 năm 1028, và ba ngày sau thì Konstantinos VIII băng hà, di chiếu để lại ngôi vị cho Romanos lấy hiệu là Romanos III. Vị hoàng đế mới đã thể hiện sự háo hức tuyệt vời để ghi dấu ấn cho xứng tầm một quân vương, nhưng hầu hết việc làm táo bạo của ông đều không được như ý muốn. Ông phung phí một khoản tiền lớn đổ vào việc xây cất những công trình mới và ưu đãi giới tu sĩ. Hoàng đế còn cố gắng giảm bớt áp lực thuế má đã làm rối loạn nền tài chính quốc gia. Lý tưởng hóa theo kiểu Marcus Aurelius, Romanos khao khát trở thành một "ông vua triết gia" mới và cùng chung mong muốn noi theo khả năng quân sự của Traianus.
Năm 1030 ông quyết định trả đũa vụ xâm nhập của người Hồi giáo trên vùng biên giới phía đông bằng cách đích thân thống lĩnh một đạo quân lớn thảo phạt Mirdasids xứ Aleppo, nhưng chính bản thân hoàng đế lại bị đánh úp trong cuộc hành quân mà ông phải gánh chịu thảm bại tại Azaz, gần Antiochia. Mặc dù thảm họa này đã được xoa dịu nhờ vào việc chiếm giữ và bảo vệ thành công Edessa của tướng George Maniakes vào năm 1032, và qua dư âm đánh thắng hạm đội Saracen ở vùng biển Adriatic, Romanos chẳng bao giờ khôi phục lại được thanh danh của mình.
Là một thành viên của tầng lớp quý tộc, Romanos III đã bãi bỏ sự tước đoạt của vị hoàng đế tiền nhiệm những đặc quyền của giới quý tộc và còn giảm thuế cho họ, đồng thời cho phép chủ thái ấp toàn quyền sở hữu nông dân đổi xuống thành chế độ nông nô. Trong một nỗ lực vô hiệu nhằm giảm chi tiêu, Romanos đã hạn chế số tiền chi dùng của vợ mình vốn chỉ đơn thuần làm trầm trọng thêm mối bất hòa giữa hai người. Ở nhà Romanos III phải đối mặt với nhiều âm mưu, chủ yếu xoay quanh cô em vợ Theodora, như vào năm 1029 và 1030. Dù sống sót qua mấy lần tiếm vị, cái chết bất đắc kỳ tử của hoàng đế vào năm 1034 được cho là do chính bà vợ đầu độc, cũng có lời đồn đoán rằng ông đã bị gia nhân dìm chết trong bồn tắm theo lệnh của vợ mình. Romanos được chôn cất tại Nhà thờ St. Mary Peribleptos mà ông đã có công xây dựng nên.

## Gia đình
Romanos III Argyros có với người vợ đầu tiên Helena một con gái, về sau đính hôn với Heinrich III của đế quốc La Mã Thần thánh. Ông không có người con nào với người vợ thứ hai Zoë.